# Amyntas Ier
Pour les articles homonymes, voir Amyntas.
Amyntas Ier (en grec ancien Ἀμύντας Α΄) est un roi de Macédoine de la dynastie des Argéades qui règne de 547 à 498 av. J.-C.
Il est le premier roi de Macédoine qui soit réellement connu, en particulier par les témoignages d'auteurs antiques comme Hérodote, Thucydide et Pausanias.

## Biographie
Amyntas succède à son père Alcétas Ier vers 547 av. J.-C. pour, selon Eusèbe de Césarée, un long règne de 42 ans.
Il ouvre son pays vers la Grèce et entretient des relations suivies avec Pisistrate et son fils Hippias. Quand celui-ci est chassé d'Athènes par la révolution démocratique, Amyntas Ier lui offre le territoire d'Anthemos. Cependant, Amyntas se soumet à Darius Ier vers 513-511 av. J.-C., sans doute à son corps défendant, la Macédoine étant devenu incapable de résister à l'Empire perse. Il devient donc un vassal des Achéménides.
Son fils Alexandre Ier lui succède à sa mort en 498.

## Famille

### Mariage et enfants
Avec une femme d'origine inconnue nommée Eurydice, il a :
- Alexandre Ier, roi de Macédoine ;
- Gygaéa (en), épouse de Seuthès Ier, roi thrace des Odryses ;
- Peut-être une autre fille, épouse d'Arrhidée de Lyncestide.

### Sources antiques
- Hérodote, Histoires [détail des éditions] [lire en ligne], V 17-20 ; VII, 173 ; VIII, 136, 139, 140.
- Pausanias, Description de la Grèce [détail des éditions] [lire en ligne]
- Thucydide, La Guerre du Péloponnèse [détail des éditions] [lire en ligne]